# Asura triangularis
Asura triangularis är en fjärilsart som beskrevs av Rothschild 1936. Asura triangularis ingår i släktet Asura och familjen björnspinnare. Inga underarter finns listade i Catalogue of Life.